# Saïan Supa Crew
Die Saïan Supa Crew (SSC) ist eine aus Frankreich stammende Hip-Hop-Band.

## Geschichte
Die Gruppe ist ein Zusammenschluss aus den drei Rap-Crews OFX (Vicelow, Féfé und KLR), Explicit Samouraï (Specta, Leeroy und DJ Eddy Kent (kein Mitglied von SSC)) und Simple Spirit (Sly the Mic Buddah und Sir Samuel). Gründungsmitglied KLR verstarb kurz nach der Gründung an den Folgen eines Autounfalls. Das erste Album der Band erschien 1999 und wurde nach ihm benannt. Das Debütalbum war sehr erfolgreich mit 330.000 verkauften Einheiten. Die Singleauskopplung Angela wurde über 600.000 Mal verkauft. International bekannt wurde die Band 2002 mit dem zweiten Album X-Raisons und der kurz darauf folgenden Europatour X-Raisons, bei der die Gruppe von der deutschen Band Culcha Candela unterstützt wurde.
Die Saïan Supa Crew arbeitete auch mit Seeed, Ky-Mani Marley, Alpha Blondy und Roots Manuva zusammen und leistete zu einem Album von RZA einen kleinen Beitrag.
In der Version von Hatik wurde das Lied Angela im Jahr 2020 ein Nummer-eins-Hit.

## Mitglieder
Der Name der Band bezieht sich auf Charaktere aus der Manga- und Animeserie Dragonball Z, die Saïyan (deutsch Saiyajin) genannt werden. Das Alias Sanguku von Vicelow ist der französische Name der Hauptfigur dieser Serien.
- Sly the Mic Buddah alias Spring Fellow Hawk (eigentlich Silvère Johnson)
- Vicelow alias Sanguku (eigentlich Cédric Jean Bélise)
- Sir Samuel alias Michael Knight (eigentlich Fabien Vincent Philetas)
- Leeroy Kesiah alias Ken le survivant (bis 2007, eigentlich Khalid Dehbi)
- Feniksi (Féfé) alias Gepetto (eigentlich Samuel Babatunde Adebiyi)
- Specta alias Gigi (bis 2003, eigentlich Gérard Desire Nubul)

## Diskografie
- 1999: KLR (Virgin)
- 2002: X-Raisons  (Source, internationale Version)
- 2003: Saïan Supa Crew
- 2005: Hold-Up (Virgin)
- 2006: Hold-Up Live a Paris DVD (Virgin)